# 987

987(구백팔십칠)은 986보다 크고 988보다 작은 자연수이다.

## 수학
- 합성수로, 그 약수는 1, 3, 7, 21, 47, 141, 329, 987이다. 진약수의 합은 549이므로, 987은 부족수다.
- 134번째 쐐기수다. 앞의 쐐기수는 986, 다음 쐐기수는 994다.
  - 42번째 홀수 쐐기수이자, 가장 큰 세 자리 홀수 쐐기수다. 앞의 홀수 쐐기수는 969, 다음은 1001이다.
- 16번째 피보나치 수다. 앞의 피보나치 수는 610, 다음은 1597이다.
- {\displaystyle 46^{6}-1}은 987로 나누어떨어진다.

## 과학
- NGC 987(독일어판, 프랑스어판): 삼각형자리 방향에 있는 렌즈형은하.
- 987 왈리아(영어판): 소행성.

## 군사
- LST-987(영어판): 제2차 세계 대전에 사용된 미국의 전차상륙함.

## 문화유산
- 대한민국의 보물 제987호: 당진 신암사 금동여래좌상

## 방송
- 지니 TV의 대교어린이TV 채널 번호.
- B tv의 SPOTV 프라임플러스 채널 번호.
- B tv 케이블의 SPOTV 채널 번호.

## 기타
- 연도: 987년, 기원전 987년